# Petrus
För andra betydelser, se Petrus (olika betydelser) eller Sankt Peter.

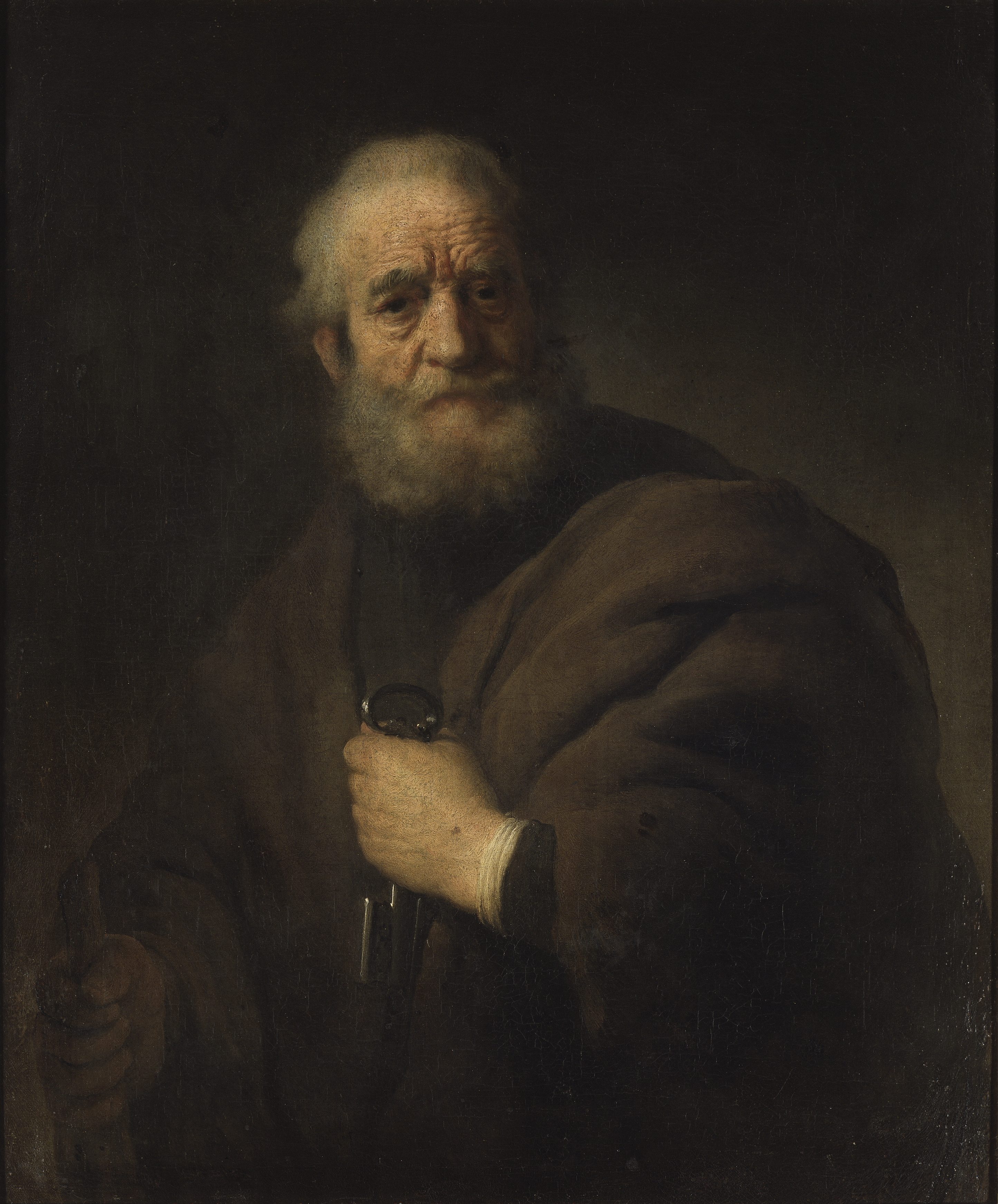
Rembrandts målning Aposteln Petrus (1632), Nationalmuseum.

Petrus, latin för "klippa", efter grekiskans Πέτρος, av πέτρα, "klippa", i Bibeln även Kefas efter arameiskans Kēfāū med samma betydelse, egentligen Simon (Shime'on), äldre svenska även Sankte Per, var en av Jesu apostlar. Han var den andre aposteln som Jesus kallade, då den förste var hans yngre bror Andreas. Han framträder i Nya Testamentets evangelier och i Apostlagärningarna. Petrus, "klippan", är egentligen ett tillnamn som Jesus gav åt sin främste lärjunge (Matteusevangeliet 16:18, Markusevangeliet 3:16, Johannesevangeliet 1:42).

## Bakgrund
Petrus var en galileisk fiskare tilldelad en ledarroll av Jesus (Matteusevangeliet 16:18, Johannesevangeliet 21:15–16). Han var med Jesus under händelser bevittnade bara av få apostlar, såsom Kristi förklaring. Petrus fick tidigt en framträdande ställning som lidelsefull predikant i Jerusalem och gjorde flera missionsresor och var i detta stycke framgångsrik, framförallt i Mindre Asien och Antiokia. 
Tidiga kristna författare gav fler detaljer om hans liv och hävdade hans överlägsenhet. Traditionen beskriver Petrus som den förste biskopen av Antiokia och den förste biskopen av Rom, författaren av två kanoniska brev, efter Roms brand, martyr under Kejsar Nero, korsfäst upp-och-ner och begravd i Rom. Hans avhandlingar anses traditionellt vara källan till Markus evangelium.

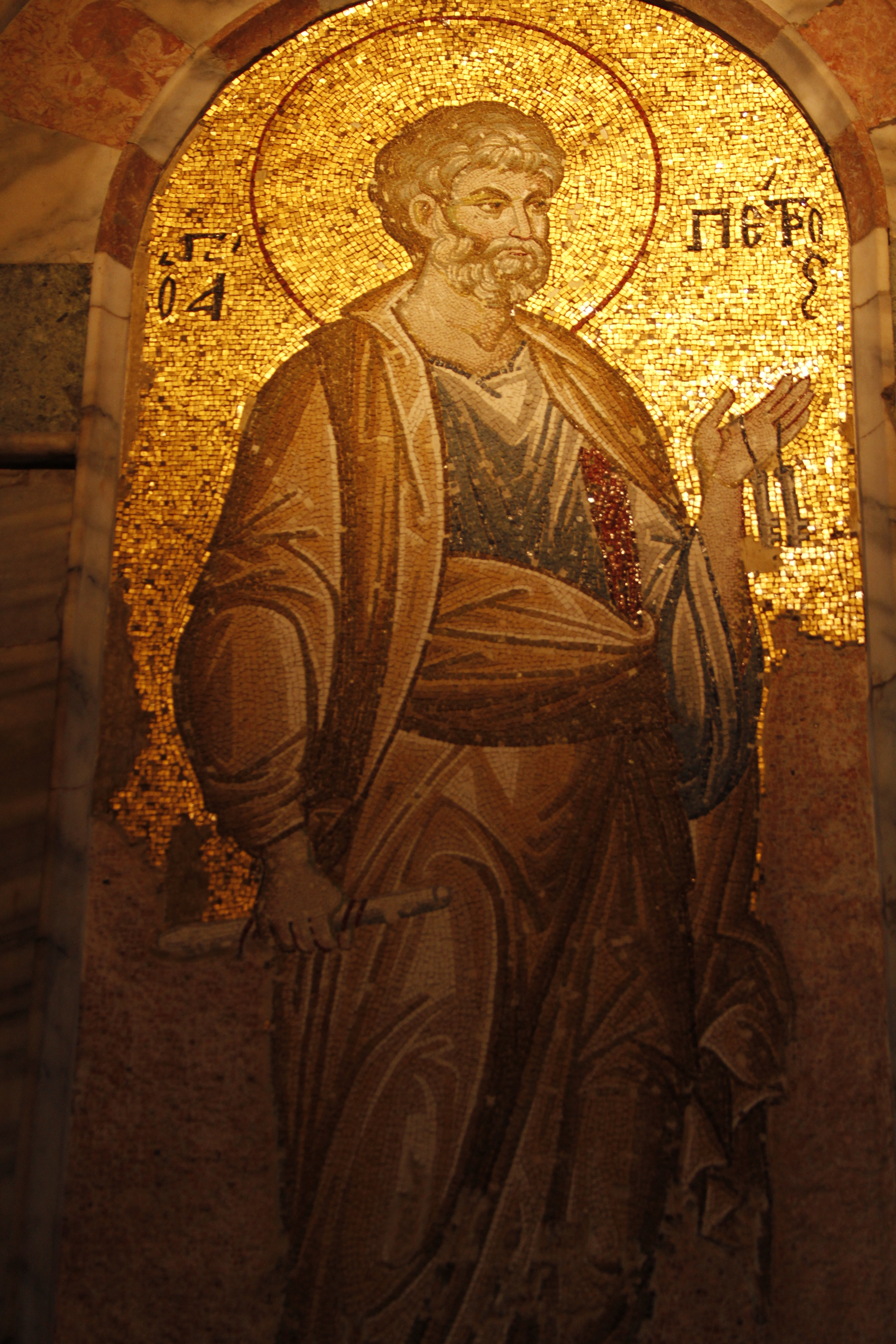
Petrus, mosaik från St. Peterskyrkan i Chora

## I Nya Testamentet
De första texterna som skrevs i Nya Testamentet var Paulus brev. Galaterbrevet framställer Petrus som en av "pelarna" i Jerusalems kyrka (tillsammans med Jakob, Jakob den rättfärdige och Johannes). Dessa accepterade Paulus och Barnabas positioner som apostlar för hedningarna, men utgjorde också ett hinder för deras ansträngningar att ta in hedningarna i kyrkan. I Markusevangeliet, Matteusevangeliet, Lukasevangeliet, Apostlagärningarna och Johannesevangeliet beskrivs Petrus som en framstående apostel och en av kyrkans ledare. I alla de fyra evangelierna tillkännager och kungör Petrus att Jesus är Messias. 
Alla fyra kanoniska evangelierna anger att under Jesu sista måltid med sina lärjungar, förutspådde Jesus att Petrus skulle förneka honom innan tuppen gol nästa morgon. Efter gripandet av Jesus förnekade mycket riktigt Petrus att han kände Jesus tre gånger, men efter den tredje gången hörde han tuppen gala och mindes förutspåelsen när Jesus vände sig om för att titta på honom. Petrus började då gråta bittert.  Denna sista händelse är känd som Petrus omvändelse. 
Matteusevangeliet, det enda som omnämner kyrkan, erkänner Petrus och hans trosbekännelse som dess grundare. Matteusevangeliet tillskriver också Petrus auktoriteten att förbjuda och tillåta handlingar ("binda" och "lösa"). Andra Petrusbrevet bekräftar Petrus apostoliska överhet. Johannes epilog fokuserar i hög grad på Petrus; han är den förste mannen som går in i den tomma graven, före honom såg Maria från Magdala, Maria, Jakobs mor, Salome och "lärjungen som Jesus älskade" den tomma graven.

## Betydelse och attribut
Inom romersk-katolska kyrkan, de östortodoxa och orientaliskt ortodoxa kyrkorna samt inom anglikanska samfund intar Simon Petrus en ställning som helgon. Katoliker betraktar påven som Petrus rättmätige efterträdare och därmed överordnad alla andra biskopar. Tolkningen att Petrus särskilda ställning bland apostlarna också skulle ge efterföljande biskopar av Rom (påvarna) en motsvarande särställning i kyrkan förnekas dock av protestantiska kyrkosamfund. Detta utgör en viktig kyrkoskiljande fråga.
Petrus attribut är korset, tuppen och nycklarna; de sistnämnda syftar på Jesu löfte till Petrus: ”Jag skall ge dig nycklarna till himmelriket. Allt du binder på jorden skall vara bundet i himlen, och allt du löser på jorden skall vara löst i himlen” (Matteusevangeliet 16:19, 18:18 och Johannesevangeliet 20:23).
Kyrkliga högtidsdagar knutna till Petrus är Petri fäng 1 augusti, en dag som ännu i svenska almanackor bär namnet Per, samt Petrus Cathedraticus i februari. 
I folktron är Sankte Per himmelrikets portvakt, som släpper in dem som har tillträde.